# Mooi River (rzeka)
Mooi River (z afr. „piękna rzeka”, zuluski Mpofana) – rzeka w Republice Południowej Afryki, dopływ Tugeli.